# Świdnica (gmina, Lubusz)
Pour les articles homonymes, voir Świdnica (homonymie).
Świdnica est une gmina rurale (gmina wiejska) de la powiat de Zielona Góra, dans la Voïvodie de Lubusz, dans l'ouest de la Pologne.
Son siège administratif (chef-lieu) est le village de Świdnica, qui se situe environ 9 kilomètres au sud-ouest de Zielona Góra (siège de la powiat et de la diétine régionale).
La gmina couvre une superficie de 160,8 kilomètres carrés pour une population de 5 769 habitants en 2006.

## Histoire
De 1975 à 1998, la gmina est attachée administrativement à la voïvodie de Zielona Góra.

Depuis 1999, elle fait partie de la voïvodie de Lubusz.

## Géographie
La gmina inclut les villages et localités de :

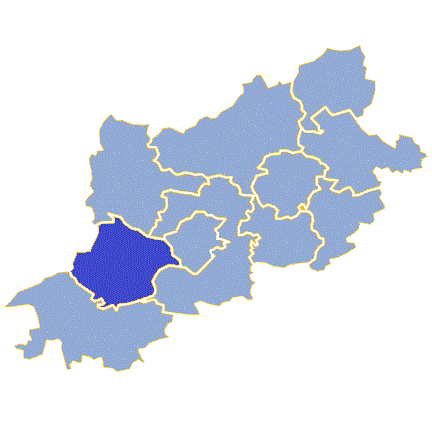
Plan de la gmina

- Buchałów
- Dobra
- Drzonów
- Grabowiec
- Koźla
- Letnica
- Lipno
- Łochowo
- Orzewo
- Piaski
- Radomia
- Rybno
- Słone
- Świdnica
- Wilkanowo
- Wirówek

### Gminy voisines
La gmina de Świdnica est voisine de:

la ville de :
- Zielona Góra

et les gminy de
- Czerwieńsk
- Dąbie
- Nowogród Bobrzański
- Zielona Góra

## Structure du terrain
D'après les données de 2002, la superficie de la commune de Świdnica est de 160,8 kilomètres carrés, répartis comme telle :
- terres agricoles : 31%
- forêts : 61%

La commune représente 10,24% de la superficie du powiat.

## Démographie
Données du 30 juin 2004:
| Description        | Total  | Total | Femmes | Femmes | Hommes | Hommes |
| ------------------ | ------ | ----- | ------ | ------ | ------ | ------ |
| Unité              | Nombre | %     | Nombre | %      | Nombre | %      |
| Population         | 5 657  | 100   | 2 829  | 50     | 2 828  | 50     |
| Densité (hab./km²) | 35,2   | 35,2  | 17,6   | 17,6   | 17,6   | 17,6   |